# Solución Independiente
Solución Independiente (SI) és un partit polític burgalès fundat per l'antic alcalde de Burgos José María Peña San Martín i que s'ha presentat diverses vegades a les eleccions locals de la ciutat. A les eleccions municipals espanyoles de 2007 va obtenir les alcaldies de Cogollos, Cubillo del Campo i Villamiel de la Sierra.